# قاعدة جوجل
قاعدة جوجل (بالإنجليزية: Google Base)‏ هي قاعدة بيانات تقدمها جوجل على الإنترنت تسمح لأي مستخدم أن يضيف أي نوع من المحتوى، مثل النص والصور ومعلومات مٌشَكَلَة مثل XML، PDF، إكسل وRTF. واعتباراً من عام 2009 أصبحت متوفرة للعامة بالنسخة التجريبية وباللغتين الإنكليزية والألمانية. وتقوم جوجل بوضع ما تجدها ذات صلة مفيدة على مواقعها مثل موقع التسوق في محرك البحث، خرائط جوجل أو حتى صفحة البحث على الإنترنت. منثم توسم البيان بسمات مثل المكونات عن وصفة أو نموذج لصور.
ومن المميزات الرئيسية في قاعدة جوجل أن تصبح تعمل كإعلانات مبوبة على الإنترنت الخدمة، مثل خدمة كريغزلست. ومع ذلك، فإنها تستخدم أيضا في حفظ بيانات هياكل البروتين، والأحداث الجارية، والعقارات، وصفات الطبخ، وملامح الناس، وأكثر من ذلك.
يمكن تحميل الملفات إلى ملقمات قاعدة جوجل من خلال التصفح على الإنترنت أو الكمبيوتر، وبروتوكول نقل الملفات عن طريق وسائل مختلفة، أو عن طريق الترميز. وتقدم الأدوات على الإنترنت لعرض كمية التحميلات ومقاييس أداء الأخرى. في 8 أكتوبر 2009، أعلنت جوجل عن إلغاء الصفحة الخاصة بالبحث على قاعدة جوجل.

## روابط خارجية
- الصفحة الرئيسية